# Hindenburg (Altmark)
Hindenburg is een plaats en voormalige gemeente in de Duitse deelstaat Saksen-Anhalt, en maakt deel uit van de Landkreis Stendal.
Hindenburg telt 428 inwoners.